# Кубок Англії з футболу 1896—1897
Кубок Англії з футболу 1896—1897 — 26-й розіграш найстарішого футбольного турніру у світі, Кубка виклику Футбольної Асоціації, також відомого як Кубок Англії. Втретє титул здобула Астон Вілла.

## Перший раунд
| Дата                   | Господарі              | Рахунок | Гості                   |
| ---------------------- | ---------------------- | ------- | ----------------------- |
| 30 січня               | Ліверпуль              | 4:3     | Бертон Свіфтс           |
| 30 січня               | Престон Норт-Енд       | 6:0     | Манчестер Сіті          |
| 30 січня               | Сток                   | 5:2     | Глоссоп Норт-Енд        |
| 30 січня               | Блекберн Роверз        | 2:1     | Шеффілд Юнайтед         |
| 30 січня               | Астон Вілла            | 5:0     | Ньюкасл Юнайтед         |
| 30 січня               | Венсдей                | 0:1     | Ноттінгем Форест        |
| 30 січня               | Грімсбі Таун           | 0:0     | Болтон Вондерерз        |
| 8 лютого Перегравання  | Болтон Вондерерз       | 3:3     | Грімсбі Таун            |
| 11 лютого Перегравання | Болтон Вондерерз       | 3:2     | Грімсбі Таун            |
| 30 січня               | Сандерленд             | 1:0     | Бернлі                  |
| 30 січня               | Дербі Каунті           | 8:1     | Барнслі Сент-Пітерс     |
| 30 січня               | Лутон Таун             | 0:1     | Вест-Бромвіч Альбіон    |
| 30 січня               | Евертон                | 5:2     | Бертон Вондерерз        |
| 30 січня               | Ньютон-Гіт             | 5:1     | Кеттерінг               |
| 30 січня               | Стоктон                | 0:0     | Бері                    |
| 2 лютого Перегравання  | Бері                   | 12:1    | Стоктон                 |
| 30 січня               | Смол Хіт               | 1:2     | Ноттс Каунті            |
| 30 січня               | Міллволл Атлетік       | 1:2     | Вулвергемптон Вондерерз |
| 30 січня               | Саутгемптон Сент-Меріс | 1:1     | Гінор Таун              |
| 3 лютого Перегравання  | Гінор Таун             | 0:1     | Саутгемптон Сент-Меріс  |

## Другий раунд
До другого раунду увійшли переможці першого раунду.
| Дата                   | Господарі              | Рахунок | Гості                   |
| ---------------------- | ---------------------- | ------- | ----------------------- |
| 13 лютого              | Престон Норт-Енд       | 2:1     | Сток                    |
| 13 лютого              | Блекберн Роверз        | 2:1     | Вулвергемптон Вондерерз |
| 13 лютого              | Астон Вілла            | 2:1     | Ноттс Каунті            |
| 13 лютого              | Сандерленд             | 1:3     | Ноттінгем Форест        |
| 13 лютого              | Дербі Каунті           | 4:1     | Болтон Вондерерз        |
| 13 лютого              | Вест-Бромвіч Альбіон   | 1:2     | Ліверпуль               |
| 13 лютого              | Евертон                | 3:0     | Бері                    |
| 13 лютого              | Саутгемптон Сент-Меріс | 1:1     | Ньютон-Гіт              |
| 17 лютого Перегравання | Ньютон-Гіт             | 3:1     | Саутгемптон Сент-Меріс  |

## Третій раунд
До третього раунду увійшли переможці другого раунду. 
| Дата                   | Господарі        | Рахунок | Гості            |
| ---------------------- | ---------------- | ------- | ---------------- |
| 27 лютого              | Ліверпуль        | 1:1     | Ноттінгем Форест |
| 3 березня Перегравання | Ноттінгем Форест | 0:1     | Ліверпуль        |
| 27 лютого              | Престон Норт-Енд | 1:1     | Астон Вілла      |
| 3 березня Перегравання | Астон Вілла      | 0:0     | Престон Норт-Енд |
| 8 березня Перегравання | Астон Вілла      | 3:2     | Престон Норт-Енд |
| 27 лютого              | Дербі Каунті     | 2:0     | Ньютон-Гіт       |
| 27 лютого              | Евертон          | 2:0     | Блекберн Роверз  |

## Півфінали
У півфіналах зіграли команди, що перемогли на попередньому етапі.
| Дата       | Господарі   | Рахунок | Гості        |
| ---------- | ----------- | ------- | ------------ |
| 20 березня | Астон Вілла | 3:0     | Ліверпуль    |
| 20 березня | Евертон     | 3:2     | Дербі Каунті |

## Фінал
| 10 квітня 1897 |

| Астон Вілла                         | 3:2      | Евертон           |
| ----------------------------------- | -------- | ----------------- |
| Кемпбелл 18' Велдон 35' Крабтрі 44' | Протокол | Белл 23' Бойл 28' |

| Крістал Пелес, Лондон Глядачів: 65 891 Арбітр: Дж.Льюїс |